# Großer Preis von Großbritannien 2022
Der Große Preis von Großbritannien 2022 (offiziell Formula 1 Lenovo British Grand Prix 2022) fand am 3. Juli auf dem Silverstone Circuit in Silverstone statt und war das zehnte Rennen der Formel-1-Weltmeisterschaft 2022.

## Bericht

### Hintergründe
Nach dem Großen Preis von Kanada führte Max Verstappen in der Fahrerwertung mit 46 Punkten vor Sergio Pérez und mit 49 Punkten vor Charles Leclerc. In der Konstrukteurswertung führte Red Bull mit 76 Punkten vor Ferrari und mit 116 Punkten vor Mercedes.
Carlos Sainz jr. bestritt seinen 150. Grand Prix.
Yuki Tsunoda, Lance Stroll, Verstappen (jeweils sieben), Pérez, Valtteri Bottas, Fernando Alonso (jeweils fünf), Pierre Gasly, Esteban Ocon, Alexander Albon, Nicholas Latifi (jeweils vier), Lewis Hamilton, Kevin Magnussen, Lando Norris, Daniel Ricciardo (jeweils zwei), Sebastian Vettel, Zhou Guanyu und George Russell (jeweils einer) gingen mit Strafpunkten ins Wochenende. Dazu gingen Tsunoda (drei), Sainz jr. (zwei), Albon, Ocon, Ricciardo, Stroll und Alonso (jeweils eine) mit Verwarnungen ins Wochenende.
Mit Hamilton (achtmal), Vettel und Alonso (jeweils zweimal) traten drei ehemalige Sieger zu diesem Grand Prix an. Zudem gewann Verstappen 2020 den Großen Preis des 70-jährigen Jubiläums, der ebenfalls auf dem Silverstone Circuit ausgetragen wurde.
Als Rennkommissare für dieses Rennwochenende fungierten Nish Shetty (SGP), Mathieu Remmerie (BEL), Danny Sullivan (USA) und Adrienne Watson (GBR).

### Training
Im ersten freien Training setzte wegen starken Regens nur die Hälfte der Fahrer eine repräsentative Zeit. Bottas fuhr mit 1:42,249 Minuten die schnellste Rundenzeit vor Hamilton und Sainz jr.
Im zweiten freien Training war Sainz jr. mit 1:28,942 Minuten Schnellster vor Hamilton und Norris.
Im dritten freien Training setzte Verstappen mit 1:27,901 Minuten die schnellste Zeit vor Pérez und Leclerc.

### Qualifying
Das Qualifying bestand aus drei Teilen mit einer Nettolaufzeit von 45 Minuten. Im ersten Qualifying-Segment (Q1) hatten die Fahrer 18 Minuten Zeit, um sich für das Rennen zu qualifizieren. Alle Fahrer, die im ersten Abschnitt eine Zeit erzielten, die maximal 107 Prozent der schnellsten Rundenzeit betrug, qualifizierten sich für den Grand Prix. Die besten 15 Fahrer erreichten den nächsten Teil. Verstappen war Schnellster. Die beiden Haas- und Aston-Martin-Piloten sowie Albon schieden aus.
Der zweite Abschnitt (Q2) dauerte 15 Minuten. Die schnellsten zehn Piloten qualifizierten sich für den dritten Teil des Qualifyings. Verstappen war Schnellster, die beiden AlphaTauri-Piloten sowie Bottas, Ricciardo und Ocon schieden aus. Latifi gelang zum ersten Mal in seiner Karriere der Einzug in das letzte Qualifyingsegment.
Der letzte Abschnitt (Q3) ging über eine Zeit von zwölf Minuten, in denen die ersten zehn Startpositionen vergeben wurden. Sainz jr. fuhr mit einer Rundenzeit von 1:40,983 Minuten die Bestzeit vor Verstappen und Leclerc. Es war die erste Pole-Position für Sainz jr. in der Formel-1-Weltmeisterschaft und die erste eines Spaniers seit dem Großen Preis von Deutschland 2012.

### Rennen
Direkt in der ersten Kurve kam es zu mehreren Berührungen. Russell berührte mit seinem linken Hinterrad das rechte Vorderrad von Gasly und drehte sich nach links und in das rechte Hinterrad von Zhou. Dessen Wagen drehte sich auf den Kopf und kreisend von der Strecke, bis es sich schließlich vor dem Reifenstapel über eben diesen überschlug und dahinter seitwärts zum Liegen kam, da ein Fangzaun das Rennauto davon abhielt, in die Zuschauermenge zu fliegen. Parallel dazu fuhr Vettel von hinten auf Albon auf, dieser drehte sich und beschädigte dabei seine Frontpartie und traf beim Ausdrehen noch die Wagen von Ocon und Tsunoda. Das Rennen wurde umgehend mit der roten Flagge für fast eine Stunde unterbrochen. Zhou, Albon und Russell schieden aus, Ocon und Tsunoda konnten in die Box fahren und das Rennen nach Reparaturarbeiten wieder aufnehmen. Zhou und Albon wurden beide ins Medical Center gebracht, waren aber beide den Umständen entsprechend wohlauf.
Ebenfalls in der ersten Runde betraten mindestens fünf Demonstranten die Strecke, die der britischen Protestgruppe „Just Stop Oil“ angehörten. Diese hatten sich als Streckenposten verkleidet und sich so Zugang zur Strecke verschafft, wo sie sich mit Bannern mitten auf die Hangar Straight setzten. Aufgrund des Rennabbruchs kam kein Fahrer mit Renngeschwindigkeit am Protestort an, sodass niemand verletzt wurde, und sieben Personen wurden im Rahmen der Protestaktion verhaftet. Die Polizei von Northamptonshire hatte der Protestgruppe zuvor ein Angebot für eine friedliche und ungefährliche Demonstration gemacht, dem diese aber nicht nachkamen.
Beim Restart konnte Sainz jr. die Führung gegenüber Verstappen verteidigen, beim Angriff von Leclerc gegen Pérez kam es zu Kontakt, bei dem sich Leclerc den Frontflügel beschädigte. In Runde 10 kam Sainz jr. kurz von der Strecke ab, wodurch Verstappen die Führung übernahm, jedoch bereits zwei Runden später vermeintlich wegen eines Plattfußes an die Box kam. Sainz jr. übernahm also wieder die Führung.
Einige Runden später funkte Verstappen an sein Team, dass sein Auto sich kaputt anfühle, was sein Renningenieur mit Schaden an der Karosserie bestätigte, der jedoch nicht gravierend sei. Bedingt durch Boxenstopps kam es zu einzelnen Positionswechseln, in Runde 21 musste Bottas das Rennen wegen Getriebeproblemen aufgeben, einige Runden später stellte auch Gasly seinen Wagen mit Schaden am Heckflügel ab. In Runde 31 tauschten die beiden Ferrari-Piloten nach Teamorder die Plätze, womit Leclerc vor Sainz jr. lag. Als Ocon in Runde 39 vor Kurve 9 seinen Alpine abstellen musste, wurde das Safety-Car auf die Strecke geschickt. Einige Fahrer, darunter auch Sainz jr., Hamilton und Pérez, stoppten für einen Satz weicher Reifen, der führende Leclerc blieb mit harten Reifen auf der Strecke.
Als das Rennen in Runde 43 wieder freigegeben wurde, verlor Leclerc schnell Positionen, als Erstes ging sein Teamkollege Sainz jr. an ihm vorbei und führte das Rennen somit wieder an. Kurze Zeit später gingen auch Hamilton und Pérez vorbei, dabei schob sich zusätzlich der Mexikaner an dem Briten vorbei. Den vierten Platz konnte Leclerc schließlich ins Ziel retten.
Sainz jr. gewann das Rennen somit vor Pérez und Hamilton. Es war der erste Formel-1-Sieg für Sainz jr. sowie der erste eines Spaniers seit dem Großen Preis von Spanien 2013. Die restlichen Punkteplatzierungen belegten Leclerc, Alonso, Norris, Verstappen, Mick Schumacher, Vettel und Magnussen. Schumacher erzielte somit die ersten Punkte seiner Formel-1-Karriere. Hamilton fuhr zusätzlich die schnellste Rennrunde und erhielt dafür einen zusätzlichen Punkt.
In der Fahrerwertung und Konstrukteurswertung blieben die ersten drei Positionen unverändert.

## Meldeliste
| Team                                  | Nr. | Fahrer           | Chassis                           | Motor                             | Reifen |
| ------------------------------------- | --- | ---------------- | --------------------------------- | --------------------------------- | ------ |
| Oracle Red Bull Racing                | 01  | Max Verstappen   | Red Bull Racing RB18              | Red Bull RBPTH001                 | P      |
| Oracle Red Bull Racing                | 11  | Sergio Pérez     | Red Bull Racing RB18              | Red Bull RBPTH001                 | P      |
| Mercedes-AMG Petronas F1 Team         | 63  | George Russell   | Mercedes-AMG F1 W13 E Performance | Mercedes-AMG F1 M13 E Performance | P      |
| Mercedes-AMG Petronas F1 Team         | 44  | Lewis Hamilton   | Mercedes-AMG F1 W13 E Performance | Mercedes-AMG F1 M13 E Performance | P      |
| Scuderia Ferrari                      | 16  | Charles Leclerc  | Ferrari F1-75                     | Ferrari 066/7                     | P      |
| Scuderia Ferrari                      | 55  | Carlos Sainz jr. | Ferrari F1-75                     | Ferrari 066/7                     | P      |
| McLaren F1 Team                       | 03  | Daniel Ricciardo | McLaren MCL36                     | Mercedes-AMG F1 M13 E Performance | P      |
| McLaren F1 Team                       | 04  | Lando Norris     | McLaren MCL36                     | Mercedes-AMG F1 M13 E Performance | P      |
| BWT Alpine F1 Team                    | 14  | Fernando Alonso  | Alpine A522                       | Renault E-Tech RE22               | P      |
| BWT Alpine F1 Team                    | 31  | Esteban Ocon     | Alpine A522                       | Renault E-Tech RE22               | P      |
| Scuderia AlphaTauri                   | 10  | Pierre Gasly     | AlphaTauri AT03                   | Red Bull RBPTH001                 | P      |
| Scuderia AlphaTauri                   | 22  | Yuki Tsunoda     | AlphaTauri AT03                   | Red Bull RBPTH001                 | P      |
| Aston Martin Aramco Cognizant F1 Team | 18  | Lance Stroll     | Aston Martin AMR22                | Mercedes-AMG F1 M13 E Performance | P      |
| Aston Martin Aramco Cognizant F1 Team | 05  | Sebastian Vettel | Aston Martin AMR22                | Mercedes-AMG F1 M13 E Performance | P      |
| Williams Racing                       | 23  | Alexander Albon  | Williams FW44                     | Mercedes-AMG F1 M13 E Performance | P      |
| Williams Racing                       | 06  | Nicholas Latifi  | Williams FW44                     | Mercedes-AMG F1 M13 E Performance | P      |
| Alfa Romeo F1 Team ORLEN              | 77  | Valtteri Bottas  | Alfa Romeo C42                    | Ferrari 066/7                     | P      |
| Alfa Romeo F1 Team ORLEN              | 24  | Zhou Guanyu      | Alfa Romeo C42                    | Ferrari 066/7                     | P      |
| Haas F1 Team                          | 20  | Kevin Magnussen  | Haas VF-22                        | Ferrari 066/7                     | P      |
| Haas F1 Team                          | 47  | Mick Schumacher  | Haas VF-22                        | Ferrari 066/7                     | P      |

## Klassifikationen

### Qualifying
| Pos.                                                                      | Fahrer           | Konstrukteur                 | Q1       | Q2       | Q3       | Start |
| ------------------------------------------------------------------------- | ---------------- | ---------------------------- | -------- | -------- | -------- | ----- |
| 01                                                                        | Carlos Sainz jr. | Ferrari                      | 1:40,190 | 1:41,602 | 1:40,983 | 01    |
| 02                                                                        | Max Verstappen   | Red Bull Racing-RBPT         | 1:39,129 | 1:40,655 | 1:41,055 | 02    |
| 03                                                                        | Charles Leclerc  | Ferrari                      | 1:39,846 | 1:41,247 | 1:41,298 | 03    |
| 04                                                                        | Sergio Pérez     | Red Bull Racing-RBPT         | 1:40,521 | 1:42,513 | 1:41,616 | 04    |
| 05                                                                        | Lewis Hamilton   | Mercedes                     | 1:40,428 | 1:41,062 | 1:41,995 | 05    |
| 06                                                                        | Lando Norris     | McLaren-Mercedes             | 1:41,515 | 1:41,821 | 1:42,084 | 06    |
| 07                                                                        | Fernando Alonso  | Alpine-Renault               | 1:41,598 | 1:42,209 | 1:42,116 | 07    |
| 08                                                                        | George Russell   | Mercedes                     | 1:40,028 | 1:41,725 | 1:42,161 | 08    |
| 09                                                                        | Zhou Guanyu      | Alfa Romeo-Ferrari           | 1:40,791 | 1:42,640 | 1:42,719 | 09    |
| 10                                                                        | Nicholas Latifi  | Williams-Mercedes            | 1:41,998 | 1:43,273 | 2:03,095 | 10    |
| 11                                                                        | Pierre Gasly     | AlphaTauri-RBPT              | 1:41,680 | 1:43,702 | –        | 11    |
| 12                                                                        | Valtteri Bottas  | Alfa Romeo-Ferrari           | 1:41,396 | 1:44,232 | –        | 12    |
| 13                                                                        | Yuki Tsunoda     | AlphaTauri-RBPT              | 1:41,893 | 1:44,311 | –        | 13    |
| 14                                                                        | Daniel Ricciardo | McLaren-Mercedes             | 1:41,933 | 1:44,355 | –        | 14    |
| 15                                                                        | Esteban Ocon     | Alpine-Renault               | 1:41,730 | 1:45,190 | –        | 19    |
| 16                                                                        | Alexander Albon  | Williams-Mercedes            | 1:42,078 | –        | –        | 15    |
| 17                                                                        | Kevin Magnussen  | Haas-Ferrari                 | 1:42,159 | –        | –        | 16    |
| 18                                                                        | Sebastian Vettel | Aston Martin Aramco-Mercedes | 1:42,666 | –        | –        | 17    |
| 19                                                                        | Mick Schumacher  | Haas-Ferrari                 | 1:42,708 | –        | –        | 18    |
| 20                                                                        | Lance Stroll     | Aston Martin Aramco-Mercedes | 1:43,430 | –        | –        | 20    |
| 107-Prozent-Zeit: 1:46.068 min (bezogen auf Q1-Bestzeit von 1:39,129 min) |                  |                              |          |          |          |       |

### Rennen
| Pos. | Fahrer           | Konstrukteur                 | Runden | Stopps | Zeit        | Start | Schnellste Runde |
| ---- | ---------------- | ---------------------------- | ------ | ------ | ----------- | ----- | ---------------- |
| 01   | Carlos Sainz jr. | Ferrari                      | 52     | 3      | 2:17:50,311 | 01    | 1:30,813 (44.)   |
| 02   | Sergio Pérez     | Red Bull Racing-RBPT         | 52     | 3      | + 3,779     | 04    | 1:30,937 (47.)   |
| 03   | Lewis Hamilton   | Mercedes                     | 52     | 3      | + 6,225     | 05    | 1:30,510 (52.)   |
| 04   | Charles Leclerc  | Ferrari                      | 52     | 2      | + 8,546     | 03    | 1:31,282 (52.)   |
| 05   | Fernando Alonso  | Alpine-Renault               | 52     | 3      | + 9,571     | 07    | 1:31,609 (47.)   |
| 06   | Lando Norris     | McLaren-Mercedes             | 52     | 3      | + 11,943    | 06    | 1:31,645 (47.)   |
| 07   | Max Verstappen   | Red Bull Racing-RBPT         | 52     | 4      | + 18,777    | 02    | 1:32,354 (44.)   |
| 08   | Mick Schumacher  | Haas-Ferrari                 | 52     | 3      | + 18,995    | 19    | 1:32,109 (48.)   |
| 09   | Sebastian Vettel | Aston Martin Aramco-Mercedes | 52     | 3      | + 22,356    | 18    | 1:32,471 (52.)   |
| 10   | Kevin Magnussen  | Haas-Ferrari                 | 52     | 2      | + 24,590    | 17    | 1:32,661 (52.)   |
| 11   | Lance Stroll     | Aston Martin Aramco-Mercedes | 52     | 3      | + 26,147    | 20    | 1:32,379 (52.)   |
| 12   | Nicholas Latifi  | Williams-Mercedes            | 52     | 3      | + 32,511    | 10    | 1:33,286 (48.)   |
| 13   | Daniel Ricciardo | McLaren-Mercedes             | 52     | 4      | + 32,817    | 14    | 1:32,644 (34.)   |
| 14   | Yuki Tsunoda     | AlphaTauri-RBPT              | 52     | 3      | + 40,910    | 13    | 1:33,832 (51.)   |
| –    | Esteban Ocon     | Alpine-Renault               | 37     | 3      | DNF         | 15    | 1:33,537 (37.)   |
| –    | Pierre Gasly     | AlphaTauri-RBPT              | 26     | 2      | DNF         | 11    | 1:34,614 (18.)   |
| –    | Valtteri Bottas  | Alfa Romeo-Ferrari           | 20     | 3      | DNF         | 12    | 1:35,103 (19.)   |
| –    | George Russell   | Mercedes                     | 0      | 0      | DNF         | 08    | –                |
| –    | Zhou Guanyu      | Alfa Romeo-Ferrari           | 0      | 0      | DNF         | 09    | –                |
| –    | Alexander Albon  | Williams-Mercedes            | 0      | 0      | DNF         | 16    | –                |

## WM-Stände nach dem Rennen
Die ersten zehn des Rennens bekamen 25, 18, 15, 12, 10, 8, 6, 4, 2 bzw. 1 Punkt(e). Zusätzlich gab es einen Punkt für die schnellste Rennrunde, da der Fahrer unter den ersten Zehn landete.

### Fahrerwertung
| Pos. | Fahrer           | Konstrukteur         | Punkte |
| ---- | ---------------- | -------------------- | ------ |
| 01   | Max Verstappen   | Red Bull Racing-RBPT | 181    |
| 02   | Sergio Pérez     | Red Bull Racing-RBPT | 147    |
| 03   | Charles Leclerc  | Ferrari              | 138    |
| 04   | Carlos Sainz jr. | Ferrari              | 127    |
| 05   | George Russell   | Mercedes             | 111    |
| 06   | Lewis Hamilton   | Mercedes             | 93     |
| 07   | Lando Norris     | McLaren-Mercedes     | 58     |
| 08   | Valtteri Bottas  | Alfa Romeo-Ferrari   | 46     |
| 09   | Esteban Ocon     | Alpine-Renault       | 39     |
| 10   | Fernando Alonso  | Alpine-Renault       | 28     |
| 11   | Pierre Gasly     | AlphaTauri-RBPT      | 16     |

| Pos. | Fahrer           | Konstrukteur                 | Punkte |
| ---- | ---------------- | ---------------------------- | ------ |
| 12   | Kevin Magnussen  | Haas-Ferrari                 | 16     |
| 13   | Sebastian Vettel | Aston Martin Aramco-Mercedes | 15     |
| 14   | Daniel Ricciardo | McLaren-Mercedes             | 15     |
| 15   | Yuki Tsunoda     | AlphaTauri-RBPT              | 11     |
| 16   | Zhou Guanyu      | Alfa Romeo-Ferrari           | 5      |
| 17   | Mick Schumacher  | Haas-Ferrari                 | 4      |
| 18   | Alexander Albon  | Williams-Mercedes            | 3      |
| 19   | Lance Stroll     | Aston Martin Aramco-Mercedes | 3      |
| 20   | Nicholas Latifi  | Williams-Mercedes            | 0      |
| 21   | Nico Hülkenberg  | Aston Martin Aramco-Mercedes | 0      |

### Konstrukteurswertung
| Pos. | Konstrukteur         | Punkte |
| ---- | -------------------- | ------ |
| 1    | Red Bull Racing-RBPT | 328    |
| 2    | Ferrari              | 265    |
| 3    | Mercedes             | 204    |
| 4    | McLaren-Mercedes     | 73     |
| 5    | Alpine-Renault       | 67     |

| Pos. | Konstrukteur                 | Punkte |
| ---- | ---------------------------- | ------ |
| 06   | Alfa Romeo-Ferrari           | 51     |
| 07   | AlphaTauri-RBPT              | 27     |
| 08   | Haas-Ferrari                 | 20     |
| 09   | Aston Martin Aramco-Mercedes | 18     |
| 10   | Williams-Mercedes            | 3      |